# Слобода Богдан Іванович
Богдан Іванович Слобода (13 травня 1997 — 7 березня 2019) — український військовик, лейтенант, командир взводу 128 ОГШБр.

## Життєпис
У 2014 році закінчив загальноосвітню школу смт Шкло Яворівського району.
У 2014 році був активістом ВГО «Сокіл».
З 2014 року в Збройних Силах України. У 2018 році закінчив факультет бойового застосування військ Національної академії сухопутних військ імені гетьмана Петра Сагайдачного (місто Львів).
З 2018 року проходив військову службу у 128-й окремій гірсько-штурмовій Закарпатській бригаді Оперативного командування «Захід» Сухопутних військ Збройних Сил України (військова частина А1556, місто Мукачево Закарпатської області).
Брав участь в операції об'єднаних сил на сході України.
7 березня 2019 року лейтенант Слобода помер від кульового поранення, яке отримав 6 березня в Донецькій області в районі проведення операції об‘єднаних сил.
9 березня 2019 року похований на кладовищі селища міського типу Шкло Яворівського району.
Залишились батьки.